# 第43屆威尼斯影展
第43屆威尼斯影展於1986年8月30日至9月10日舉辦。這是由吉安·盧基·隆迪執導的最後一屆。

## 評審團
以下人物構成1986年評審團：
- 阿兰·罗伯-格里耶（評審團主席）
- 香特尔·阿克曼
- 約恩·唐納（英语：Jörn Donner）
- 貝爾·加博爾（英语：Pal Gabor）
- 羅曼·吉維爾
- 蓬托斯·赫尔滕（英语：Pontus Hulten）
- 阿爾貝托·拉圖瓦達（英语：Alberto Lattuada）
- 南尼·莫莱蒂
- 尼爾森·佩雷拉·多斯·桑托斯（英语：Nelson Pereira Dos Santos）
- 艾尔达·申格拉亚（英语：Eldar Shengelaya）
- 費南多·索拉納斯
- 皮特·乌斯蒂诺夫
- 賓哈·維基（英语：Bernhard Wicki）
- 凱瑟琳·懷勒

## 官方單元

### 正式競賽
| 中文片名               | 原文片名                   | 導演              | 製作國家    |
| ---------------------- | -------------------------- | ----------------- | ----------- |
| 《阿莫罗萨》           | Amorosa                    | 梅·柴特琳         | 瑞典        |
| 《養蜂人》             | O melissokomos             | 泰奧·安哲羅普洛斯 | 希腊        |
| 《圣诞礼物》           | Regalo di Natale           | 普皮·艾瓦帝       | 義大利      |
| 《再見祖國》           | Fatherland                 | 肯·洛區           | 英国        |
| 《电影天地》           | Kinema no tenchi           | 山田洋次          | 日本        |
| 《綠光》               | Le rayon vert              | 伊力·盧馬         | 法國        |
| 《保佑我，我的护身符》 | Kranj menja, moj talisman  | 羅曼·馬拉餞       | 苏联        |
| 《此行》               | Die Reise                  | 馬庫斯·伊姆霍     | 瑞士        |
| 《国王和电影》         | La película del rey        | 卡洛斯·索林       | 阿根廷      |
| 《丽娜》               | Linna                      | 亞科·帕卡斯維爾塔 | 芬兰        |
| 《我的戏剧》           | O meu caso                 | 曼諾·迪·奧利維拉  | 葡萄牙      |
| 《清教徒》             | La puritaine               | 賈克·杜瓦雍       | 法國        |
| 《浪漫》               | Romance                    | 马西莫·马祖可     | 義大利      |
| 《看得见风景的房间》   | A Room with a View         | 詹姆士·艾佛利     | 英国        |
| 《午夜旋律》           | Autour de minuit           | 贝特朗·塔维涅     | 法國        |
| 《沉默的诗人》         | Das Schweigen des Dichters | 彼得·李連侯       | 西德        |
| 《爱情故事》           | toria d'amore              | 法蘭切斯柯·馬賽裡 | 義大利      |
| 《时间》               | Idö van                    | 彼得·高瑟         | 匈牙利      |
| 《维特》               | Werther                    | 皮拉爾·米羅       | 西班牙      |
| 《飞来的白鸽》         | Chuzhaya Belaya i Ryaboi   | 谢尔盖·索洛维约夫 | 苏联        |
| 《高更门边的狼》       | Oviri                      | 賀寧·卡爾森       | 丹麦、 法國 |

## 平行單元

### 國際影評人周
以下電影被選定為「正式競賽」單元：
- 奥利维耶·阿萨亚斯 《失序狀態》（ 法國）
- 費利斯·法里纳 《他看起來死了……但只是昏倒》（ 義大利）
- 斯科特·戈爾茨坦（英语：Scott Goldstein） 《玻璃墙（英语：Walls of Glass）》（ 美国）
- 林海象（英语：Kaizo Hayashi） 《愿睡如梦》 （ 日本）
- 普拉迪普·克里斯申（英语：Pradip Krishen） 《梅塞·撒伊卜（英语：Pradip Krishen#Film-making）》 （ 印度）
- 娜蒂亞·泰斯（英语：Nadia Tass） 《麥爾坎（英语：Malcolm (film)）》 （ ）
- 艾利克斯·馮·華麥丹（英语：Alex van Warmerdam） 《阿宝（英语：Abel (1986 film)）》 （ 荷蘭）

## 獎項
- 金獅獎：
  - 艾力·侯麥 《綠光》
- 評審團大獎
  - 謝爾蓋·索洛維約夫（英语：Sergei Solovyov (film director)） 《飞来的白鸽（英语：Wild Pigeon (film)）》
  - 法蘭切斯柯·馬賽裡（英语：Francesco Maselli） 《爱情故事》
- 銀獅獎最佳處女作：
  - 卡洛斯·索林（英语：Carlos Sorin） 《国王和电影（英语：A King and His Movie）》
- 沃爾庇杯最佳男演員獎
  - 卡洛·黛爾·皮亞內（英语：Carlo delle Piane） 《圣诞礼物》
- 沃爾庇杯最佳女演員獎
  - 薇拉莉·葛琳諾 《爱情故事》
- 職業金獅獎：
  - 塔维亚尼兄弟

### 會外獎項
- 費比西國際影評人獎：《綠光》 - 艾力·侯麥

## 外部鏈接
- 官方网站